# 毛·萨雷
毛·萨雷（1944年—1975年？）是柬埔寨的一位女性音乐家，活跃于1950年代至1970年代。
毛·萨雷出生在马德望省，原名Pol Sarann。她是第一批将西方音乐与高棉乐器融合的音乐家，曾多次与辛·西萨木合作。她的作品影响了罗·斯雷索贴等大部分同时期的柬埔寨流行歌手。
毛·萨雷在1975年红色高棉掌权后失踪，据推测她可能在同年就遭到杀害，但具体情形仍然不明。